# Argulus chesapeakensis
Argulus chesapeakensis är en kräftdjursart som beskrevs av R. Cressey 1971. Argulus chesapeakensis ingår i släktet Argulus och familjen karplöss. Inga underarter finns listade i Catalogue of Life.